# Quận Walworth, Wisconsin
Quận Walworth một quận thuộc tiểu bang Wisconsin, Hoa Kỳ. Quận lỵ đóng ở Elkhorn6. Theo điều tra dân số năm 2000 của Cục điều tra dân số Hoa Kỳ năm 2000, quận có dân số 93.759 người.

## Địa lý
Theo Cục điều tra dân số Hoa Kỳ, quận có diện tích km2, trong đó có km2 là diện tích mặt nước.

### Xa lộ
- Interstate 43
- U.S. Highway 12
- U.S. Highway 14
- Highway 11 (Wisconsin)
- Highway 20 (Wisconsin)
- Highway 36 (Wisconsin)
- Highway 50 (Wisconsin)
- Highway 59 (Wisconsin)
- Highway 67 (Wisconsin)
- Highway 83 (Wisconsin)
- Highway 89 (Wisconsin)
- Highway 120 (Wisconsin)

### Quận giáp ranh
- Quận Waukesha  (đông bắc)
- Quận Racine  (đông)
- Quận Kenosha  (đông)
- Quận McHenry, Illinois (đông nam)
- Quận Boone, Illinois (tây nam)
- Quận Rock  (tây)
- Quận Jefferson  (tây bắc)